# (34412) 2000 RG100
2000 RG100 (asteroide 34412) é um asteroide da cintura principal. Possui uma excentricidade de 0.04293910 e uma inclinação de 2.72655º.
Este asteroide foi descoberto no dia 5 de setembro de 2000 por LINEAR em Socorro.